# Urineleiderknop

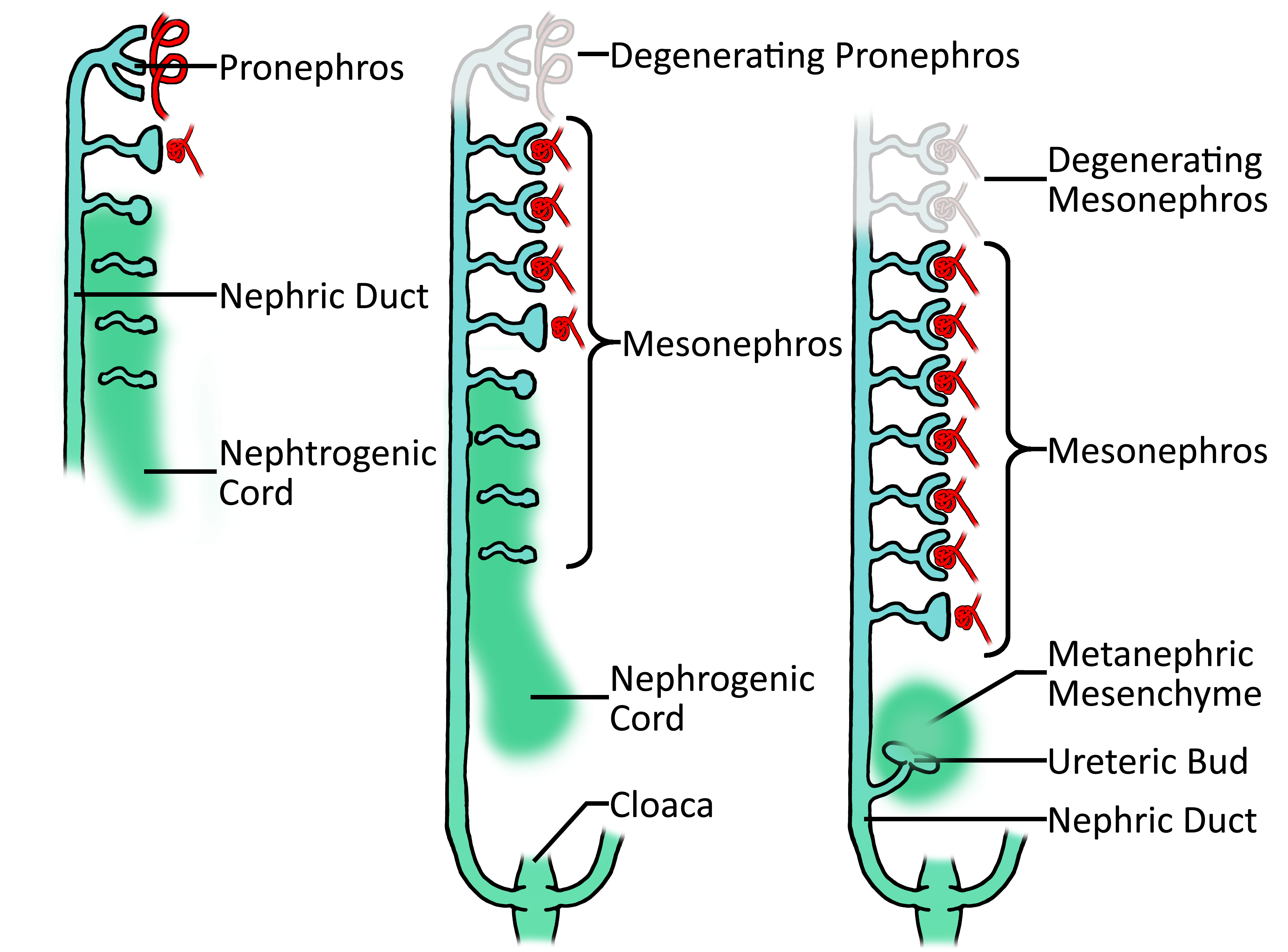
Diagram toont de opeenvolgende ontwikkeling en degeneratie van de pronefros en mesonefros en de inductie van de urineleiderknop (uteric bud) en metanefritisch (definitieve nier-) mesenchym tijdens de nierontwikkeling bij zoogdieren.

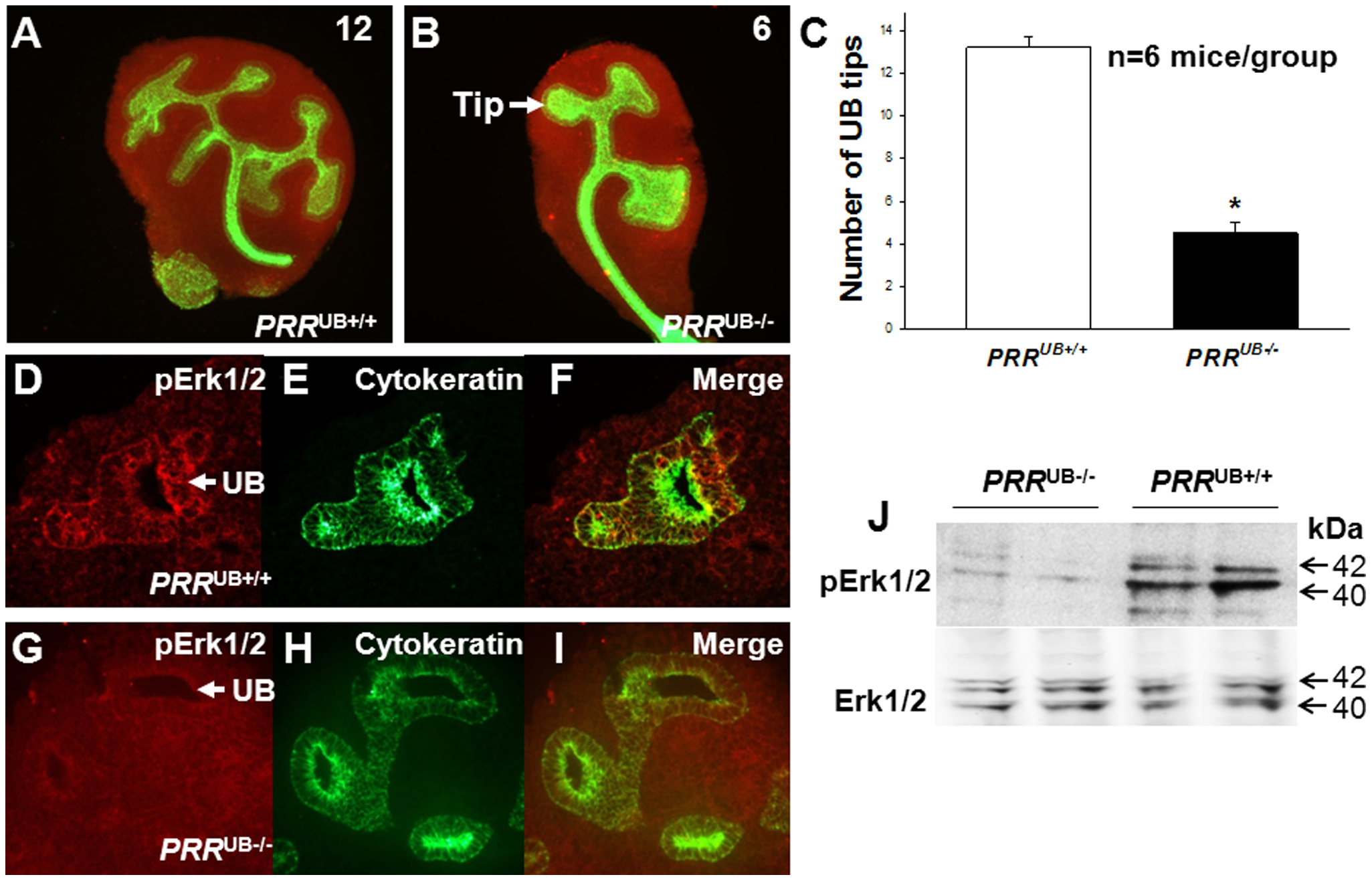
UB: Urineleiderknop in een E12,5 (E=embryonale dagen vanaf de bevruchting) oud muizenembryo.

Bij de menselijk foetus groeit rond de 33e dag na de bevruchting de zogenaamde urineleiderknop vanuit de gang van Wolff ter hoogte van de eerste heiligbeenwervel. Deze knop veroorzaakt een verdichting van het mesenchym, wat het metanefrogeen (metanefrisch) blasteem wordt genoemd. De urineleiderknop groeit verder het blasteem in en vertakt zich dichotoom. Hieruit ontstaan de urinewegen die later de nieren vormen.
Afwijkingen in de urineleiderknop-morfogenese of urineleiderknop-celdifferentiatie respectievelijk resulteren in aangeboren afwijkingen van de nieren en de urinewegen (CAKUT) en distale niertubulaire aandoeningen. Er zijn meer dan tweehonderd verschillende soorten aangeboren nierafwijkingen. Ze ontstaan allemaal in fase drie van de embryonale ontwikkeling, namelijk door een verstoorde ontwikkeling van de ureterleiderknop of het metanefrisch blasteem. Aangeboren afwijkingen van de nieren en de urinewegen komen voor bij 3-6 per 1000 levendgeborenen en zijn goed voor 31% van alle gevallen van nierfalen in het eindstadium bij kinderen in de Verenigde Staten. In Nederland heeft ongeveer 40% van de kinderen met nierinsufficiëntie een aangeboren afwijking van de urinewegen. 